# COM fájl
A COM fájl a Microsoft MS-DOS operációs rendszerének parancsfájlja. Az ilyen fájlok kiterjesztése .com. Nem tartalmaz relokálási információt, ezért a maximális mérete 64 kB. Neve a parancsfájl angol elnevezéséből, a Command file kifejezésből ered. Ezt az elnevezést eredetileg a DEC mainframe gépeinek szöveges parancsfájljaira használták.

## Különbségek az exe és a com között
Az EXE szintén végrehajtható fájl, de az már nagyrészt grafikus felhasználói felülettel rendelkezik (GUI) szemben a COM fájlok konzolgrafikus megjelenésével.
Példa: A Free pascal readme fájlja is végrehajtható, de itt egy konzolon billentyűk segítségével vezérelhetünk, míg a winamp.exe állományban billentyűzettel és egérrel is.
A com fájlok a command, vagyis parancsvégrehajtó szóból erednek, amelyekkel szintúgy műveletet végezhetünk, mint egy szöveges fájllal, de itt nincs görgetősáv.